# Схема розташування виводів

Розводка виводів мікросхеми

Схе́ма розташува́ння ви́водів («розпіновка», від англ. pinout; рос. Цоколёвка), або розводка виводів — опис кожного контакту електричного з'єднання (наприклад, роз'єму) в електронній апаратурі. Розводка необхідна для задач виготовлення і ремонту пристроїв, що містять кілька виводів, вона ідентифікує всі контакти з'єднання або виводи мікросхеми.
Розводка може бути представлена у вигляді креслення або таблиці. Опис зазвичай включає номер контакту, коротке найменування, й інші параметри — такі, як колір оболонки дроту, функціональне призначення, електричні характеристики. На кресленні, там де це необхідно, роз'яснюють бік з'єднання (наприклад, зображений роз'єм з боку кабелю чи з боку пристрою, що підключається).
Часто виробники електроніки пов'язують свої стандарти розводки роз'ємів і з'єднань і відкрито публікують їх. Дивитися Даташіт.

## Приклади розпіновок

### USB розпіновка
Вигляд з переду на USB Type A:
1. +5V (Червоний)
2. −Data (Білий)
3. +Data (Зелений)
4. GND (Чорний)